# الحريشة
الحريشة قرية تتبع ناحية الروضة في منطقة بانياس التابعة لمحافظة طرطوس.